# Франкфуртський ярмарок
Франкфуртський ярмарок (нім. Messe Frankfurt GmbH) — найбільший у світі організатор виставок, конгресів та заходів із власним виставковим комплексом у Франкфурті-на Майні (Німеччина). 
Щорічно Messe Frankfurt проводить понад 100 міжнародних виставок.
Загальна кількість співробітників, включаючи офіси 30 дочірніх компаній у всьому світі, близько 2500 осіб, що забезпечує річний обсяг продажів близько 661 мільйона євро. 
Його послуги включають оренду виставкових площ, будівництво та маркетинг ярмарок, послуги персоналу та харчування. 
Штаб-квартира компанії знаходиться у Франкфурті-на-Майні. 
Компанія належить місту Франкфурту (60 %) і федеральній землі Гессен (40 %). 

Програма торгових виставок, конгресів та інших заходів Франкфуртського ярмарку велика — від автомобільної промисловості до логістики, від текстилю до музики, від енергоефективності до безпеки.

## Історія
Франкфурт відомий своїми ярмарками вже понад 800 років. 
У середні віки купці та підприємці зустрічалися в «Ремері», середньовічній будівлі в центрі міста, яка служила ринком; з 1909 року вони зустрічалися на території Фестгалле, на північ від станції Франкфурт-на-Майні-Головний. Перший Франкфуртський торговий ярмарок, який був задокументований письмово, датується 11 липня 1240 року, коли Франкфуртський осінній торговий ярмарок був скликаний імператором Фрідріхом II, який постановив, що купці, які подорожують на ярмарок, перебувають під його захистом. 
Приблизно через дев’яносто років, 25 квітня 1330 року, Франкфуртський весняний ярмарок також здобув свій привілей від імператора Людовика IV. 
І з цього часу ярмарки проводилися у Франкфурті двічі на рік, навесні та восени, утворюючи основну структуру сучасних ярмарків споживчих товарів Messe Frankfurt. 
У 2003 році у Франкфурті відбулося 24 промислові виставки міжнародного масштабу. 
Ці 24 міжнародні ярмарки включали Міжнародний автосалон (IAA) і Франкфуртський книжковий ярмарок. 
Того року у Франкфурті свою продукцію представили загалом 40 295 експонентів. 
Понад 2,4 мільйона відвідувачів прийшли, щоб побачити та ознайомитись з цими продуктами. 

У 2021 році IAA переїхав до Мюнхена. 

## Опис

### Розташування та розмір
Розташований поблизу центру Франкфурта, виставковий центр є одним з найбільших і найсучасніших у світі з 372 350 м² площі залів і понад 66 764 м² вільного простору в його розпорядженні. 

### Громадський транспорт
- повітряний: аеропорт Франкфурт-на-Майні
- залізничний: Франкфурт-на-Майні-Головний (пішки: 20 хв.)
- S-Bahn Рейн-Майн: S3, S4, S5, S6 станція Франкфурт-Мессе
- штадтбан: U4 Фестгалле/Мессе
- трамвай: 16, 17 Фестгалле/Мессе

### Архітектура
Відомими архітекторами виставкової площі були Гельмут Ян (Мессетурм), Освальд Матіас Унгерс (Мессе-Тораус) і Ніколас Гримшоу (Франкфуртський виставковий зал). 
Компанія управляє двома конгрес-центрами, Congress Center і Kap Europa, 
. 
Зал 12 — найновіший і ультрасучасний зал. 
У 2023 році має бути введений в експлуатацію новий зал 5. 

## Основні виставки
- Heimtextil — виставка домашнього текстилю та тканин для інтер'єрів.
- Christmasworld  — виставка сезонних прикрас та товарів для свят.
- Paperworld — виставка офісного обладнання та канцелярських товарів
- Creativeworld — виставка товарів для хобі, рукоділля та творчості.
- Ambiente  — виставка посуду, кухонного приладдя, подарунків, декору, аксесуарів та товарів для дому.
- Automechanika — виставка післяпродажного сервісного обслуговування авто та автомобільної промисловості.
- Light+Building — виставка архітектури та технологій — освітлення, електроінсталяції, автоматизація будівель
- IFFA - виставка м'ясопереробної промисловості. Проводиться раз на три роки.
- ISH  — виставка будівельних та енергозберігаючих технологій, санітарного обладнання, кондиціювання та вентиляції.
- Musikmesse + Prolight+Sound  — виставки музичного обладнання, звуку, світла та організації шоу.